# Kurt Vile
Kurt Samuel Vile (Filadelfia, 3 gennaio 1980) è un cantautore, chitarrista e produttore discografico statunitense, conosciuto per essere stato membro del gruppo musicale The War on Drugs e per la sua attività da solista, nella quale è accompagnato dal gruppo The Violators, la cui formazione varia costantemente a eccezione dei polistrumentisti Jesse Trbovich e Rob Laakso.
Figura fondamentale del folk rock contemporaneo, la sua vasta produzione solista, accanto all'esperienza con i The War on Drugs, gli ha permesso di entrare nell'olimpo dei grandi musicisti rock moderni e di ottenere non solo l'approvazione e il supporto della sua città natale, ma anche di un'ampia e numerosa fan-audience, che, considerando la carriera dell'artista, è disseminata in tutto il mondo.

## Biografia

### I primi anni
Vile nasce a Filadelfia il 3 gennaio del 1980, ma si trasferisce, ancora piccolo, a Landsdowne, in Pennsylvania, dove passerà i primi anni della sua vita. Suo padre, come riferisce Allmusic, era un fervido amante del bluegrass: non è un caso, quindi, che in occasione del suo quattordicesimo compleanno, nel 1994, suo padre decise di regalargli un banjo, sperando così di incoraggiare la sua creatività. I risultati non si fecero attendere: Kurt si attrezzò subito per auto-registrare i propri pezzi, e a 17 anni cominciò a pubblicare le musicassette delle sue registrazioni domestiche. Chiaramente, come molti altri teenager, le prime canzoni che imparò a suonare erano cover di canzoni famose. Si può dire, infatti, che Kurt curò da solo l'inizio della sua formazione musicale, configurandosi come un "suonatore di banjo autodidatta"; i gruppi che ascoltava (anche su influsso del padre), e che in un certo senso hanno influenzato le sue prime composizioni, spaziavano dai Pavement ai Cracker.
Tuttavia, nei suoi primi lavori è ravvisabile anche un forte influsso da parte dello slacker pop pubblicato e incentivato dalle liste di Drag City. Nel corso degli anni, infatti, la sua produzione si fece sempre più prolifica, ma, per motivi economici, fu forzatamente subordinata al suo lavoro giornaliero (Kurt, difatti, aveva trovato lavoro presso una ditta edile, in qualità di operatore del carrello elevatore).

### 2005-2011: l'esperienza con i The War on Drugs

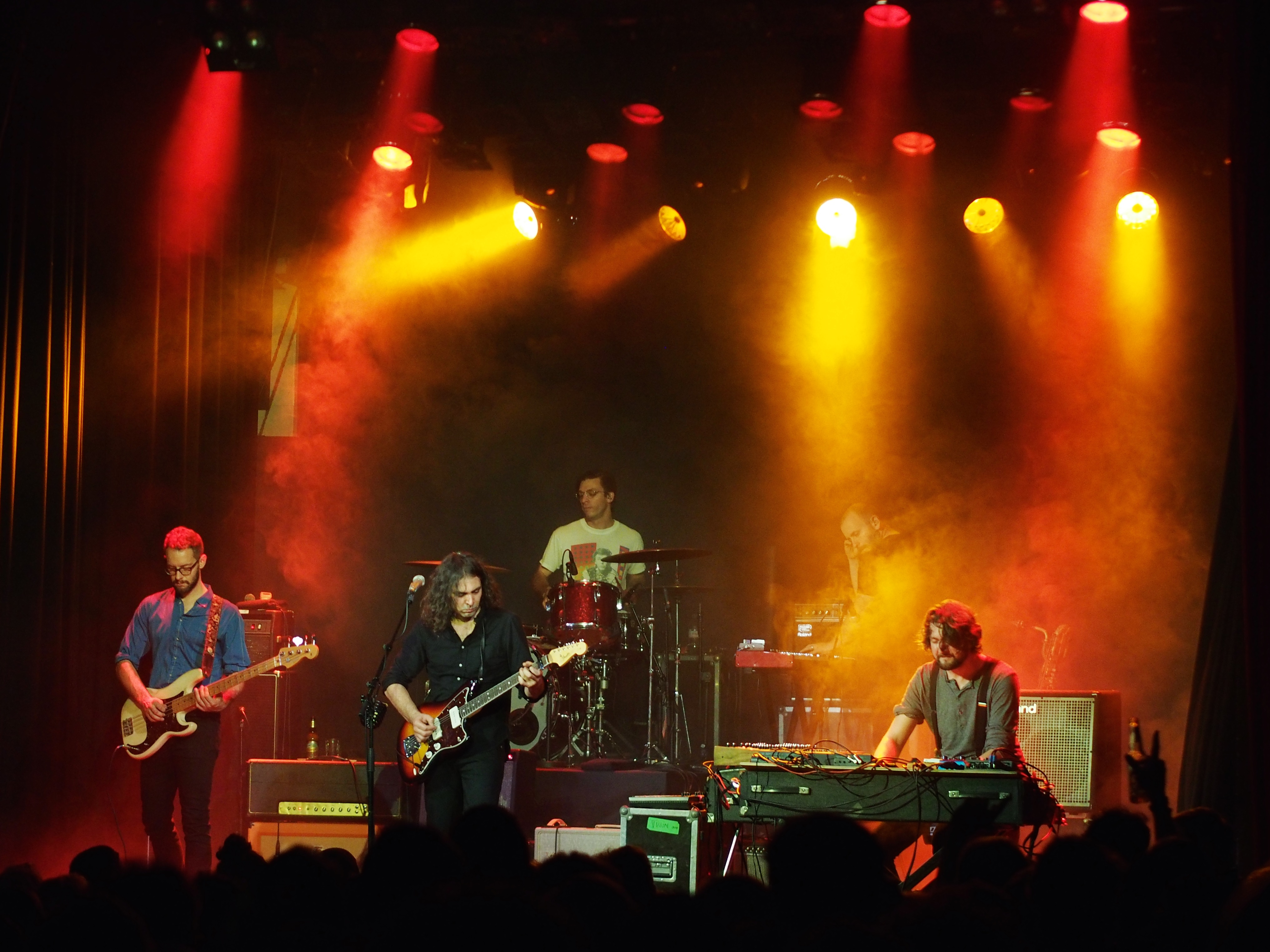
I The War on Drugs dopo l'uscita di Kurt Vile. Al centro del palco, il chitarrista e ormai leader indiscusso del gruppo Adam Granduciel.

Dopo un breve soggiorno a Boston, Kurt tornò a Filadelfia nel 2003, e cominciò a collaborare con il cantante Adam Granduciel (che, da parte sua, si era trasferito a Filadelfia da poco, e non aveva ancora avuto modo di essere iniziato alla scena musicale locale; ma sarà proprio a Filadelfia che la sua carriera musicale subirà un'imperiosa impennata). Leggenda vuole che i due si conobbero a una festa, dove, dopo una non meglio precisata serie di drink, scoprirono di avere gusti musicali in comune, a partire dal Bob Dylan di Highway 61 Revisited.
Non ci volle molto prima che i due, spinti dalla stima reciproca, decidessero di formare i The War on Drugs; ma, perché il gruppo si configurasse come una vera e propria band, bisognerà aspettare fino al 2005 (fino ad allora, infatti, Granduciel aveva costituito un membro esterno della band di Kurt i The Violators), quando al duo Vile/Granduciel si aggiunsero alcuni collaboratori: Kyle Lloyd (batteria), Dave Hartley (basso) e Charlie Hall (batteria e organo), quest'ultimo proveniente da un progetto musicale già abbastanza consolidato, i Windsor for the Derby. Risale proprio a quell'anno la pubblicazione del loro primo demo.
La band, all'inizio, era comunque incapace di esporsi al pubblico come dovrebbe fare una band vera e propria: nel 2007, infatti, in varie occasioni il gruppo si era recato a New York per esibirsi, ma si era presentata senza essere in possesso di una preparazione ben adeguata: continuava a scordarsi le parole, improvvisava, e le persone in sala erano ben coscienti di quanto fossero impreparati e poco professionali. Ma con l'arrivo del loro primo album la situazione cambiò radicalmente: la band acquistò professionalità e cominciò ad essere apprezzata dalle critiche del settore.
Tuttavia, dopo la pubblicazione di un EP (Barrel of Batteries) e un LP (Wagonwheel Blues), Kurt lasciò la band. La sua decisione (che di lì a poco fu imitata anche da Hartley e Hall), all'inizio, sconcertò gli altri membri del gruppo: la band, infatti, stava cominciando a farsi un nome, e la title track del loro album di debutto aveva sbancato tra il pubblico indie.

### 2009-2016: La carriera solista
Kurt si era accorto che la realtà della band aveva cominciato a stargli stretta, e aveva deciso di darci un taglio, inaugurando una carriera solista che finì col rivelarsi brillante e fortunata.
Come solista, Kurt ha pubblicato 7 album, compreso uno in collaborazione con Courtney Barnett, ma la critica è unanimemente d'accordo nel riconoscere che il picco della sua produzione solista è rappresentato da b'lieve i'm goin down..., registrato e mixato in diverse località dell'America, tra cui Los Angeles e Joshua Tree. La scelta di registrare in giro per l'America non è casuale: l'album, infatti, riflette le eco di alcuni dei territori più emblematici dell'America rurale e desertica.
(Kurt Vile)
Il titolo dell'album deriva da una sorta di pastiche musicale: il “believe” iniziale, a detta di Kurt, è un lascito del blues e del folk; “going down”, invece, "sta per la mortalità, quando ti senti giù". Inoltre, l'album contiene una strumentazione molto più ampia di quanto non fosse quella usata da Kurt fino allora; tuttavia, lo strumento più importante, ossia quello il cui inserimento è stato più significativo, è il pianoforte: Kurt, in un'intervista a sentireascoltare, ha affermato di essersi ispirato a Randy Newman, ma anche a Nick Cave, McCoy Tyner, e anche alle piano-songs di John Lennon.
I testi dell'album sono marcatamente improntati verso una visione del mondo molto più cupa rispetto agli album precedenti: è lo stesso Kurt ad ammetterlo (in un'intervista a Kim Gordon arriva quasi a definirli "post-apocalittici"), dal momento che è fermamente convinto del fatto che anche se non si tratta di una malinconia in stile Radiohead o di un pessimismo alla Marilyn Manson, tutte le parole presenti nell'album sono comunque permeate da una sorta di sincera, realistica tristezza.
Nell'album sono ravvisabili notevoli influenze da parte del gruppo maliano Tinariwen: Kurt, infatti, durante le sessioni di registrazione per Wakin on a Pretty Daze, fu contattato dal loro manager, che gli propose di andare nel deserto per jammare con loro in una pausa durante il Coachella Valley Music and Arts Festival. Purtroppo, benché Kurt fosse eccitato all'idea di suonare con loro (non a caso, infatti, aveva avuto modo di ascoltare il loro album Tassili, e ne era rimasto molto, molto colpito), l'incontro non avvenne; perché i due artisti riescano finalmente nel loro intento, bisognerà aspettare due anni, quando jammarono insieme presso Rancho de la Luna (un famoso studio di registrazione americano che nel corso degli anni ha visto avvicendarsi band del calibro di Queens of the Stone Age e Foo Fighters), a Joshua Tree. Per Kurt, la canzone di b'lieve che è stata maggiormente influenzata dalla sua amicizia con i Tinariwen è Wheelhouse.
Fra l'altro, in fine di registrazione, l'album ha visto anche la partecipazione di Rob Schnapf e Peter Katis, cari amici di Kurt; e proprio con Rob, in fase di mixing, Kurt ha inciso Pretty Pimpin', che è divenuta la pop-hit del disco.

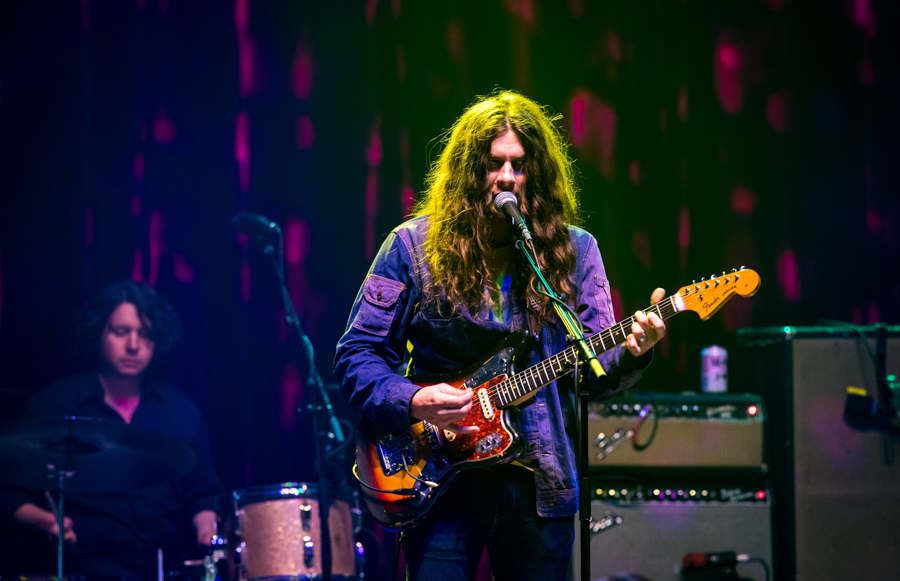
Kurt Vile ai tempi di b'lieve i'm goin down...

Inoltre, la musica di Kurt deve molto ad artisti di fama internazionale come Neil Young e Tom Petty, e, in particolare, per quanto riguarda i suoi assoli nostalgic rock, l'ispirazione proviene da Steve Gunn. Per la verità, la musica di Kurt è quasi una "propaggine naturale" del rock anni Settanta: capelli lunghi, Mustang enormi, jeans a zampa di elefante. E non a caso, per meglio rendere quest'atmosfera rock-revival, Kurt inserisce spesso nei suoi videoclip musicali elementi che, ad oggi, appaiono quasi anacronistici, ma che in realtà riescono a rendere perfettamente l'intento del loro autore.
Ciononostante, benché non si possa certo negare l'importanza di b'lieve i'm goin down..., anche il suo quinto album, Wakin on a Pretty Daze, costituisce una tappa importante nel contesto della sua evoluzione stilistica e musicale: esso, accolto, come si vedrà, in modo abbastanza positivo dalla critica (anche se non mancano i giudizi più severi e incolori), è molto più maturo dei suoi album precedenti. Secondo Kurt, parte di questo "step" migliorativo risiede nell'apporto di Rob Laakso, che si è unito alla band subito dopo la pubblicazione di Smoke Ring for My Halo. Lo stesso Kurt, in un'intervista rilasciata a MTV, ha dichiarato che "abbiamo questo scherzo, [che] ho creato un nuovo genere, il prog-pop".
Inoltre, Wakin è anche il primo disco in cui Kurt è accompagnato dalla presenza costante e significativa di Stella Mozgawa, batterista delle Warpaint e sua carissima amica, che tornerà a lavorare con lui in occasione delle sessioni di registrazione di b'lieve i'm goin down...

Nel 2009 Kurt decide di cambiare etichetta, e si appoggia alla Matador; Smoke Ring For My Halo, infatti, il secondo album ad essere pubblicato e sponsorizzato da questa etichetta, segna un cambiamento abbastanza significativo nell'approccio musicale di Kurt: esso, ora, non è più un seppur delicato raffazzonato mix lo-fi (come invece era stato Childish Prodigy, del 2009, il primo disco con Matador); con quest'album Kurt decide di abbracciare musicalità dallo spettro più classicamente ampio, ripulendo le varie piste e presentando un album più orecchiabile e meno convenzionale.

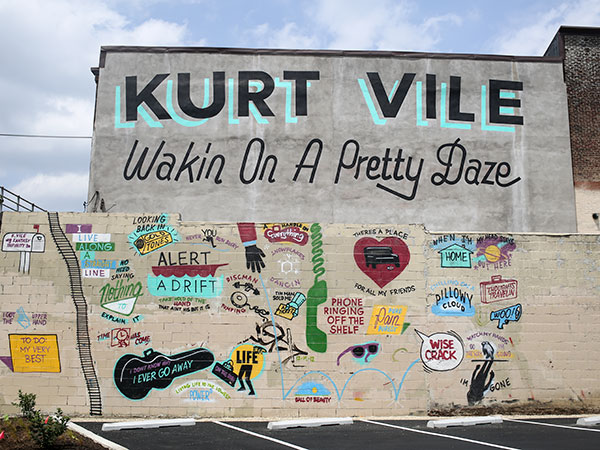
Il murale di Wakin on a Pretty Daze dopo il restauro.

Il 28 agosto 2013 la città di Filadelfia ha istituito il "Kurt Vile Day". Qualche tempo dopo l'istituzione del "Kurt Vile Day" il folk-rocker americano è stato insignito del Liberty Bell Award, la "più alta" onorificenza della città. Nel 2013, a Filadelfia, venne realizzato un murale dedicato a Kurt, che è diventato la copertina dell'album. Tuttavia, nel giugno del 2014, un cittadino di Filadelfia, pensando che il murales "potesse attrarre i graffiti nel quartiere", lo ricoprì di vernice spray bianca. Il soggetto, identificato dalle autorità non molto tempo dopo, si è scusato e ha ammesso che "quella è stata la cosa più stupida che avesse mai fatto". Lo staff di Kurt ha provveduto al restauro del murales.

### 2017: la collaborazione con Courtney Barnett
Il 13 ottobre 2017 esce Lotta Sea Lice, frutto di una collaborazione con la cantautrice australiana Courtney Barnett, che segna, abbastanza verosimilmente, l'approdo di una vivace cooperazione (artistica e lavorativa) nata in seno ai vari palchi sui quali Vile e la Barnett si sono esibiti insieme nel corso degli anni precedenti. 

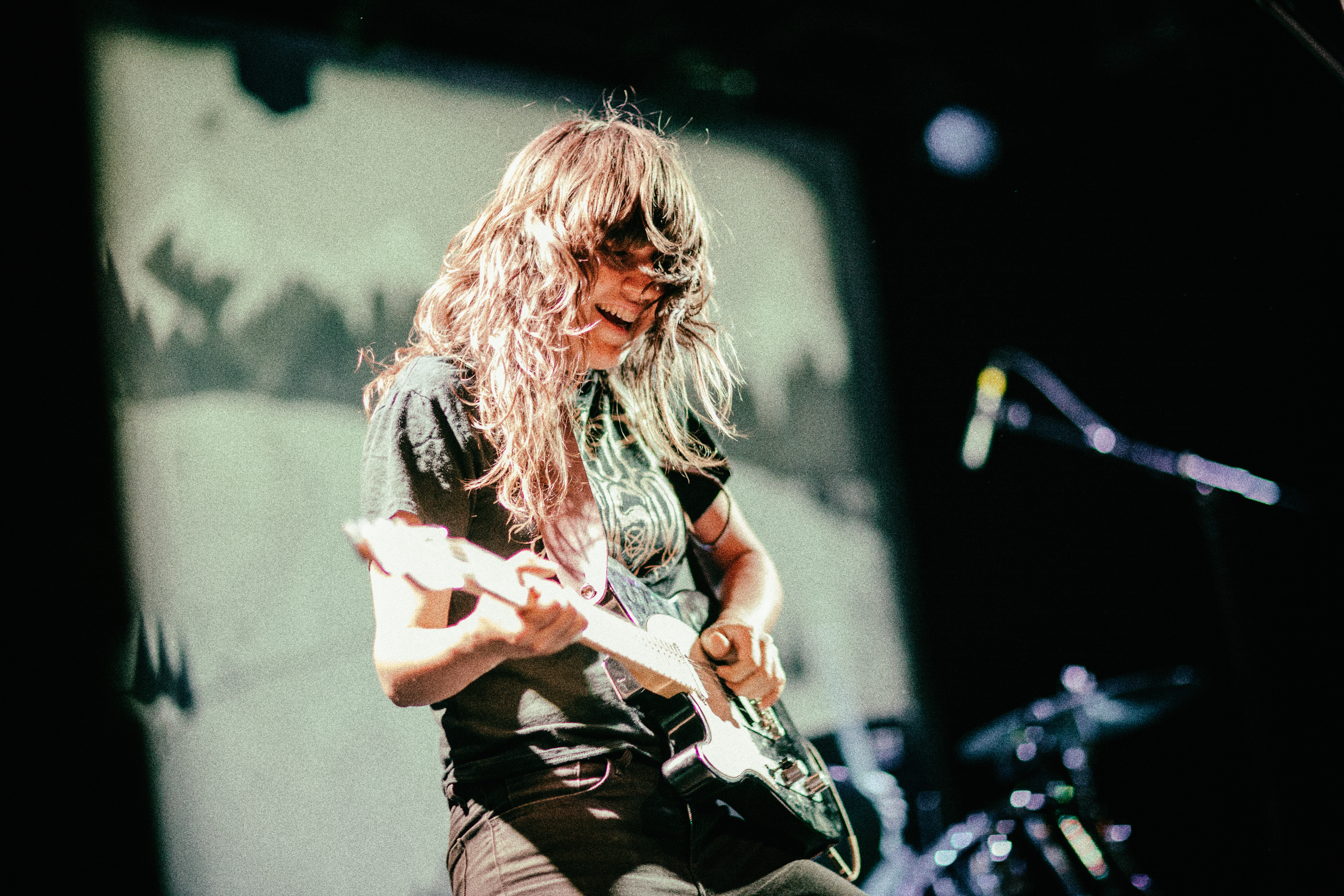
Courtney Barnett in concerto

A dire il vero, però, pur avendo già affermato in passato di nutrire una grande stima l'uno dell'altra e di voler, testuali parole, "provare a creare qualcosa insieme", i due artisti avevano già avuto modo di incontrarsi nel 2014: Vile, infatti, sponsorizzato a suo tempo dall'eclettica Kim Gordon (la storica bassista dei Sonic Youth), era stato accompagnato dalla Barnett durante il tour in supporto al suo penultimo album Wakin on a Pretty Daze, che ottenne un discreto successo di critica (le colonne di Pitchfork, infatti, gli assegnano un voto di 8.5, annoverandolo tra l'altro fra le Best New Music di quell'anno).
L'idea dell'album è sbocciata nel 2015, quando a Kurt, che si trovava a Filadelfia per un servizio fotografico, venne in mente di comporre una canzone per Courtney (si trattava dell'open track dell'album, "Over Everything"), sperando in un certo senso che lei, un giorno, avrebbe potuto cantarla con lui. Courtney accettò il suo invito, e così i due cominciarono a lavorare all'album, fino al 2017. L'amicizia tra i due è testimoniata dalla canzone "Continental Breakfast", composta da Kurt mentre era in vacanza alle Hawaii con la sua famiglia, che tratta della loro difficile amicizia a distanza.
Il duo ha annunciato un tour attraverso l'America, e che alla batteria, in molte date, il duo verrà affiancato da Janet Weiss delle Sleater-Kinney.
Tuttavia, anche se il progetto era partito più come un gioco che come un lavoro, Vile e la Barnett non sono le uniche due figure musicali presenti nell'album; nelle varie canzoni, infatti, un ruolo fondamentale è giocato dall'influenza di Jen Cloher, la moglie di Courtney. Jen e Courtney hanno fondato l'etichetta discografica Milk! a Melbourne; inoltre, Jen ha accompagnato Kurt e Courtney nei vari concerti in supporto all'album, e in esso è presente anche una sua cover: "Fear Is Like A Forest".
(Courtney Barnett)

## Vita privata
La moglie di Kurt si chiama Suzanne. La coppia ha due bambine, una nata nel 2010 e una nel 2012.

## Discografia

### Solista
Album
- 2008 – Constant Hitmaker
- 2009 – God Is Saying This to You...
- 2009 – Childish Prodigy
- 2011 – Smoke Ring for My Halo
- 2013 – Wakin on a Pretty Daze
- 2015 – B'lieve I'm Goin Down...
- 2017 – Lotta Sea Lice (con Courtney Barnett)
- 2018 – Bottle It In
- 2022 – Watch My Moves

EP
- 2009 – Fall Demons
- 2009 – The Hunchback EP
- 2010 – Square Shells
- 2011 – So Outta Reach
- 2013 – It's a Big World Out There (And I Am Scared)
- 2013 – Jamaica Plain (with Sore Eros)
- 2016 – Spotify Sessions
- 2021 – Speed, Sound, Lonely KV

### Con The War on Drugs
Album
- 2008 – Wagonwheel Blues
- 2011 – Slave Ambient (come ospite)

EP
- 2007 – Barrel of Batteries

## Doppiatori italiani
- Gabriele Lopez in Animals